# Karpinsk
Karpinsk (rusky Карпинск; do roku 1941 Богословск – Bogoslovsk) je město ve Sverdlovské oblasti v Ruské federaci. Při sčítání lidu v roce 2010 měl bezmála třicet tisíc obyvatel.

## Poloha a doprava
Karpinsk leží na řece Turje, přítoku Sosvy v povodí Obu. Od Jekatěrinburgu, správního střediska oblasti, je vzdálen přibližně 430 kilometrů severně. Na východě přímo sousedí s Krasnoturjinskem; další nejbližší město v okolí je Volčansk přibližně osmnáct kilometrů severně.
V Karpinsku končí železniční trať, která vede ze Serova.

## Dějiny
Karpinsk vznikl v roce 1759 současně se stavbou hutí. Podle zdejšího kostela evangelisty Jana nazývaného rusky Bogoslov se původně nazýval Bogoslovsk k přejmenování na Karpinsk došlo až v roce 1941 spolu s povýšením na město.